# Bill Cobbs
Bill Cobbs, właśc. Wilbert Francisco Cobbs (ur. 16 czerwca 1934 w Cleveland, zm. 25 czerwca 2024 w Riverside) – amerykański aktor charakterystyczny.

## Życiorys
Urodził się w Cleveland w Ohio jako syn Very i Davida, który pracował na budowie. Miał brata Thomasa. Po ukończeniu East Tech High School w Cleveland, przez osiem lat służył jako technik radarowy w United States Air Force, gdzie eksperymentował ze stand-upem. Pracował dla IBM i sprzedawał samochody, zanim w 1969 wystąpił na scenie Karamu House Theatre w swoim rodzinnym mieście z African American Performing Arts Center w musicalu przeciwko apartheidowi Zagubieni w gwiazdach (Lost in the Stars). Pojawił się w amatorskich przedstawieniach: Purlie Victorious Ossiego Davisa i Six Characters in Search of an Author Luigiego Pirandello. 
W 1970 w wieku 36 lat wyjechał do Nowego Jorku w poszukiwaniu pracy aktorskiej. Utrzymywał się, jeżdżąc taksówką, naprawiając sprzęt biurowy, sprzedając zabawki i wykonując prace dorywcze. W 1971 wystąpił na scenie off-Broadwayowskiej w roli Lloyda w spektaklu Jazda na czarnym koniu. Jego debiutem na ekranie był występ w dreszczowcu Josepha Sargenta Długi postój na Park Avenue (1974) z Walterem Matthau. W 1965 wystąpił na Broadwayu jako J.D. i Alexander w sztuce Black Picture Show. Z czasem stał się specjalistą od wyrazistych ról drugoplanowych w kultowych filmach – Hudsucker Proxy (1994), Billa Devaneya w Bodyguard (1992), Zachary’ego Lamba w klasyku science fiction Człowiek demolka (1993) czy i emerytowanego ochroniarza Reginalda w komedii Noc w muzeum (2007). Za rolę Pana Hendricksona, sąsiada Dany Jain w serialu kanadyjskim dla dzieci Dino Dana (2017–2019) w 2020 zdobył nagrodę Emmy.
Zmarł 25 czerwca 2024 w swoim domu w Riverside w Kalifornii w wieku 90 lat.

## Filmografia

### Filmy
- 1974: Długi postój na Park Avenue (1974) jako mężczyzna na peronie
- 1983: Silkwood jako mężczyzna w stołówce
- 1983: Nieoczekiwana zmiana miejsc jako barman
- 1984: Cotton Club jako „Big” Joe Ison
- 1986: Kolor pieniędzy jako Orvis
- 1987: Podejrzany jako sędzia Franklin
- 1988: Bird jako dr Caulfield
- 1991: New Jack City jako stary człowiek
- 1991: W mroku pod schodami jako dziadek Booker
- 1992: Bodyguard jako Bill Devaney
- 1993: Człowiek demolka jako Zachary Lamb (stary)
- 1994: Hudsucker Proxy jako Moses
- 1995: Rzeczy, które robisz w Denver, będąc martwym jako Malt
- 1996: Duchy Missisipi jako Charles Evers
- 1996: Syn prezydenta jako Speet
- 1996: Szaleństwa młodości jako Del Paxton
- 1997: Koszykarz Buddy jako trener Arthur Chaney
- 1998: Koszmar następnego lata jako Estes
- 1998: Paulie – gadający ptak jako Virgil
- 1998: Ulotna nadzieja jako pielęgniarz
- 1999: Zagubione serca jako Marvin
- 2002: Nigdy więcej jako Jim Toller
- 2002: Miasto słońca jako dr Elton Lloyd
- 2003: Koncert dla Irwinga jako muzyk bluesowy
- 2006: Noc w muzeum jako Reginald
- 2006: Pieskie szczęście jako Cobb
- 2009: Aż po grób jako Charlie Jackson
- 2009: Noc w muzeum 2 jako Reginald (scena usunięta)
- 2010: Przyjaciel świętego Mikołaja jako Pan Stewart
- 2011: Muppety jako dziadek
- 2013: Oz: Wielki i potężny jako mistrz Tinker
- 2014: Noc w muzeum: Tajemnica grobowca jako Reginald
- 2015: Wielka Gilly jako Pan Randolph

### Seriale
- 1985: McCall jako Barry
- 1985: Ulica Sezamkowa jako Lee
- 1986: Kate i Allie jako Sam Butcher
- 1988: Prawnicy z Miasta Aniołów jako Webb Johnson
- 1990: Projektantki jako Henry / Charlie
- 1993: Świat pana trenera jako George
- 1994: Przystanek Alaska jako Angelo Maxwell
- 1996: Nowojorscy gliniarze jako Norval Stevens
- 1996: Ostry dyżur jako Pan Bowman
- 1997: Strażnik Teksasu jako Gino Costa
- 1998: Dzika rodzinka jako szef (głos)
- 1998: Lekarze z Los Angeles jako Bob
- 1998–1999: Kocham tylko ciebie jako wujek Stanley
- 2000: Rodzina Soprano jako wielebny James, senior
- 2000: Kancelaria adwokacka jako Arthur Turner
- 2000: Na granicy światów jako Elmer Greentree
- 2000: Detektyw na tropie jako Jack
- 2001: Dotyk anioła jako Henry Baldwin
- 2001: Sześć stóp pod ziemią jako Pan Jones
- 2001: Pełzaki jako wujek Charles (głos)
- 2001: Wbrew regułom jako Warren Bell
- 2001–2003: JAG jako kapelan Matthew Turner
- 2002: Prezydencki poker jako Alan Tatum
- 2002: On, ona i dzieciaki jako minister
- 2002–2004: The Drew Carey Show jako Tony
- 2003: Babski oddział jako Pan Greene
- 2003: Nowojorscy gliniarze jako Bernie Carpenter
- 2005: Star Trek: Enterprise jako dr Emory Erickson
- 2005: Tak, kochanie jako strter /
- 2007: Powrót na October Road jako Pan Bolivar
- 2008: Poślubione armii jako Harry
- 2008: Pogoda na miłość jako Gus
- 2008: CSI: Kryminalne zagadki Las Vegas jako Harry Bastille
- 2010: Zbrodnie Palm Glade jako Gregory Richmond
- 2011: Zabójcze umysły: Okiem sprawcy jako biskup Sanford
- 2012–2013: Go On jako George
- 2013: Znowu w grze jako 	James
- 2014: Rake jako sędzia Rutchland
- 2015: Hand of God jako tata Gene
- 2017: The Carmichael Show jako Vernon
- 2018: Superior Donuts jako Luther „Koła” Langdon
- 2020: Agenci T.A.R.C.Z.Y. jako starszy agent S.H.I.E.L.D.